# Liste de points extrêmes de la Tanzanie
Voici une liste de points extrêmes de la Tanzanie.
| \| Kagera Msimbati Kigoma Ruvuma Kilimandjaro \| Localisation de points extrêmes de la Tanzanie |
| Kagera Msimbati Kigoma Ruvuma Kilimandjaro                                                      |

## Latitude et longitude
- Nord : sur la rivière Kagera, 3 kilomètres au sud de la ville ougandaise de Nsongezi, frontière avec l'Ouganda (0° 55′ S, 30° 45′ E).
- Sud : sur le fleuve Ruvuma, 28 kilomètres à l'est de la ville de Milepa (Mozambique), frontière avec le Mozambique 10° 45′ S, 36° 30′ E).
- Ouest : sur le Lac Tanganyka, 30 kilomètres au sud-ouest de Kigoma, frontière avec la République démocratique du Congo (5° 00′ S, 29° 10′ E).
- Est : Msimbati, au bord de l'Océan Indien, à proximité de la frontière avec le Mozambique (9° 20′ S, 40° 30′ E).

## Altitude
- Maximale : Kilimandjaro, 5 892 m (3° 00′ S, 37° 20′ E)
- Minimale : côte de l'océan Indien, 0 m

### Sources
- Tanzania, Carte, Harms-ic-Verlag, Kandel Allemagne